# Klara Motter
Klara Motter (* 1. Oktober 1935 in Lindau) ist eine ehemalige österreichische Politikerin (zunächst FPÖ, ab 1993 LIF).
Nach dem Pflichtschulabschluss absolvierte sie eine kaufmännische Ausbildung. Später wurde Motter zahnmedizinische Assistentin.

## Politische Laufbahn
Motter war Abgeordnete des Vorarlberger Landtags von 1976 bis 1979. 1982 wurde sie zur stellvertretenden Bundesparteiobfrau der FPÖ gewählt, diese Position hatte sie bis zum Jahre 1992 inne. Von 1986 bis 1999 war Klara Motter Abgeordnete des Österreichischen Nationalrats. Bis 1993 war sie Politikerin der Freiheitlichen, um dann mit Heide Schmidt und anderen Gründungsmitglied des Liberalen Forums zu werden.
Angesichts ihres Alters hatte Motter vor der Nationalratswahl in Österreich 1999 erklärt, sich für kein politisches Mandat mehr zu bewerben.

## Privatleben
Clara Motters Tochter Christiane ist Schauspielerin am Staatstheater in Saarbrücken.

## Auszeichnungen
- 1990: Großes Goldenes Ehrenzeichen für Verdienste um die Republik Österreich[3]